# Stadio internazionale Enyimba
Lo Stadio internazionale Enyimba è uno stadio multiuso situato ad Aba, in Nigeria. Attualmente è usato principalmente per le partite di calcio dell'Enyimba International Football Club. Può contenere 16 000 persone.
Il 3 novembre 2008 la disputa di partite nello stadio fu temporaneamente sospesa dalla federcalcio nigeriana dopo che una parte del pubblico di casa attaccò gli arbitri al termine dell'incontro tra Enyimba e Heartland F.C. (1-1).